# Elizabeth Guzmán
Elizabeth R. Guzmán es una trabajadora social y política estadounidense de origen peruano.
Fue elegida para representar al Distrito 31 en la Cámara de Delegados de Virginia. Guzmán, Kelly Fowler y Hala Ayala fueron las primeras mujeres latinas elegidas para integrar dicha Cámara, todas en las elecciones de noviembre de 2017. Asumieron el cargo en enero de 2018.
Guzmán fue la encargada de dar la respuesta en español del Partido Demócrata al discurso del Estado de la Unión 2018, realizado por el presidente Donald Trump. La invitación surgió por una llamada telefónica de Nancy Pelosi.